# Semana Santa en Algeciras
La Semana Santa de Algeciras es la fiesta de conmemoración de la pasión, muerte y resurrección de Cristo para la comunidad católica de la ciudad de Algeciras. Sus actos principales son las procesiones realizadas entre el Domingo de Ramos y el Domingo de Resurrección. Estas procesiones son organizadas por sus respectivas hermandades y gestionadas por el Consejo local de Hermandades y Cofradías.
La ciudad de Algeciras cuenta con un total de 10 cofradías y una agrupación parroquial. Cada hermandad realiza una o varias procesiones portando pasos que representan diferentes escenas de la Pasión de Cristo por las calles de la ciudad desde el lugar donde guardan las imágenes, generalmente su sede canónica, pasando por la carrera oficial que incluye el Ayuntamiento y la Iglesia de Nuestra Señora de la Palma.
Se trata de una Semana Santa de un gran valor cultural y artístico, encontrándose en ellas imágenes de gran belleza, ya bien sean crucificados, nazarena, dolorosas, etc…

## Carrera oficial

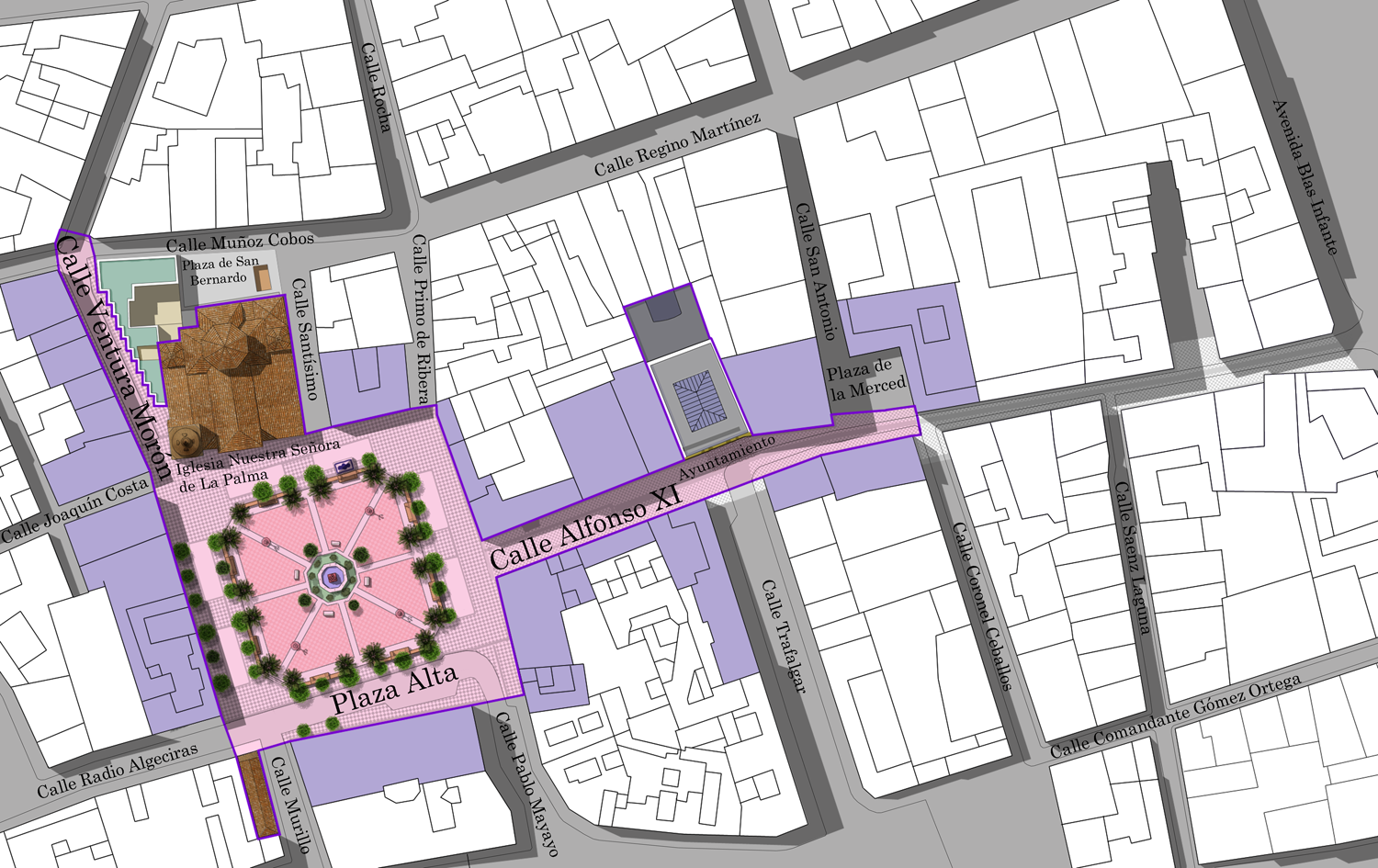
Carrera oficial

Independientemente de la parroquia a la que pertenezcan las hermandades y desde dónde salgan las imágenes durante la estación de penitencia cada hermandad debe pasar por la carrera oficial aunque dependiendo de la situación de la iglesia matriz este paso se realizará en un sentido u otro. Esta carrera oficial está marcada por la tradición local siendo revisada cada año por el Consejo General de Hermandades y Cofradías de Algeciras y el ayuntamiento local para establecer el horario de paso de cada cofradía por ella y guardando que este se respete.
En Algeciras la carrera oficial comprende la Calle Alfonso XI (conocida popularmente como Calle Convento) pasando por la puerta de la Casa Consistorial donde las autoridades locales, eclesiásticas y representantes del resto de cofradías presentan sus respetos a los pasos, la plaza Alta, la Iglesia de la Palma, realizando la estación de penitencia girando los pasos en dirección al altar de la iglesia mayor donde se encuentra la imagen de la patrona de la ciudad, la Virgen de la Palma, y la Calle Ventura Morón. 

## Hermandades

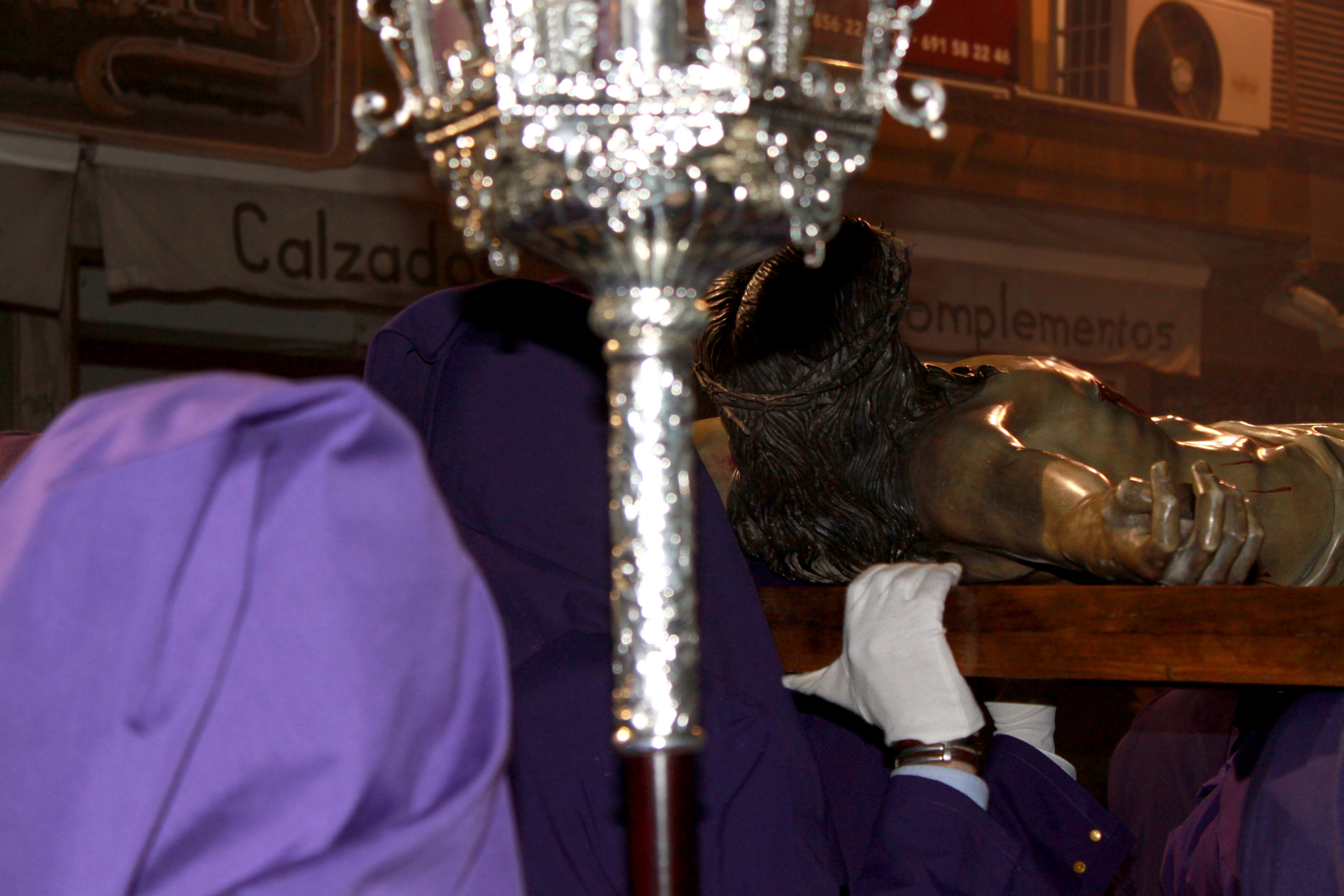
Procesión del Santo Cristo de la Fe

Las cofradías, o Hermandades de penitencia, son organizaciones religiosas creadas en el seno de una parroquia con el objetivo de fomentar el culto cristiano y la celebración de una determinada advocación. Estos objetivos de fomento de la fe cristiana son recogidos por unos estatutos redactados de acuerdo al derecho canónico y sujetos a control por parte de la autoridad eclesiástica correspondiente. Los actos organizados durante la Semana Santa se centran en una procesión de las imágenes titulares a cuya advocación se rinde culto. Dicha advocación, a Cristo, a la Virgen o a algún Santo es representada por una imagen que realiza estación de penitencia desde su parroquia de origen al templo principal de la ciudad. Además de la salida procesional principal suelen organizar procesiones durante Cuaresma, una Novena o Quinario para la imagen de Cristo, un Septenario o Triduo a la Virgen y procesiones extraordinarias durante las fiesta de la advocación o misas especiales de besapié o besamano.
Las hermandades de penitencia son gestionadas por el denominado Consejo General de Hermandades y Cofradías de Algeciras. Esta asociación fue creada en el año 1921 con el nombre de Junta Parroquial para la organización de las salidas procesionales de la Iglesia de Nuestra Señora de la Palma, única cofradía activa en ese momento. Adquiere su configuración actual tras la aprobación de sus estatutos y reglas en el año 2006. La Semana Santa de Algeciras se encuentra en los últimos años en gran crecimiento. Es de destacar la fundación de cuatro nuevas cofradías desde el año 1984, así como una importante ampliación del patrimonio de las hermandades y de enseres de cada vez mayor valor artístico.

### Real, Antiquísima y Venerable Cofradía del Santo Entierro y Nuestra Señora de la Soledad

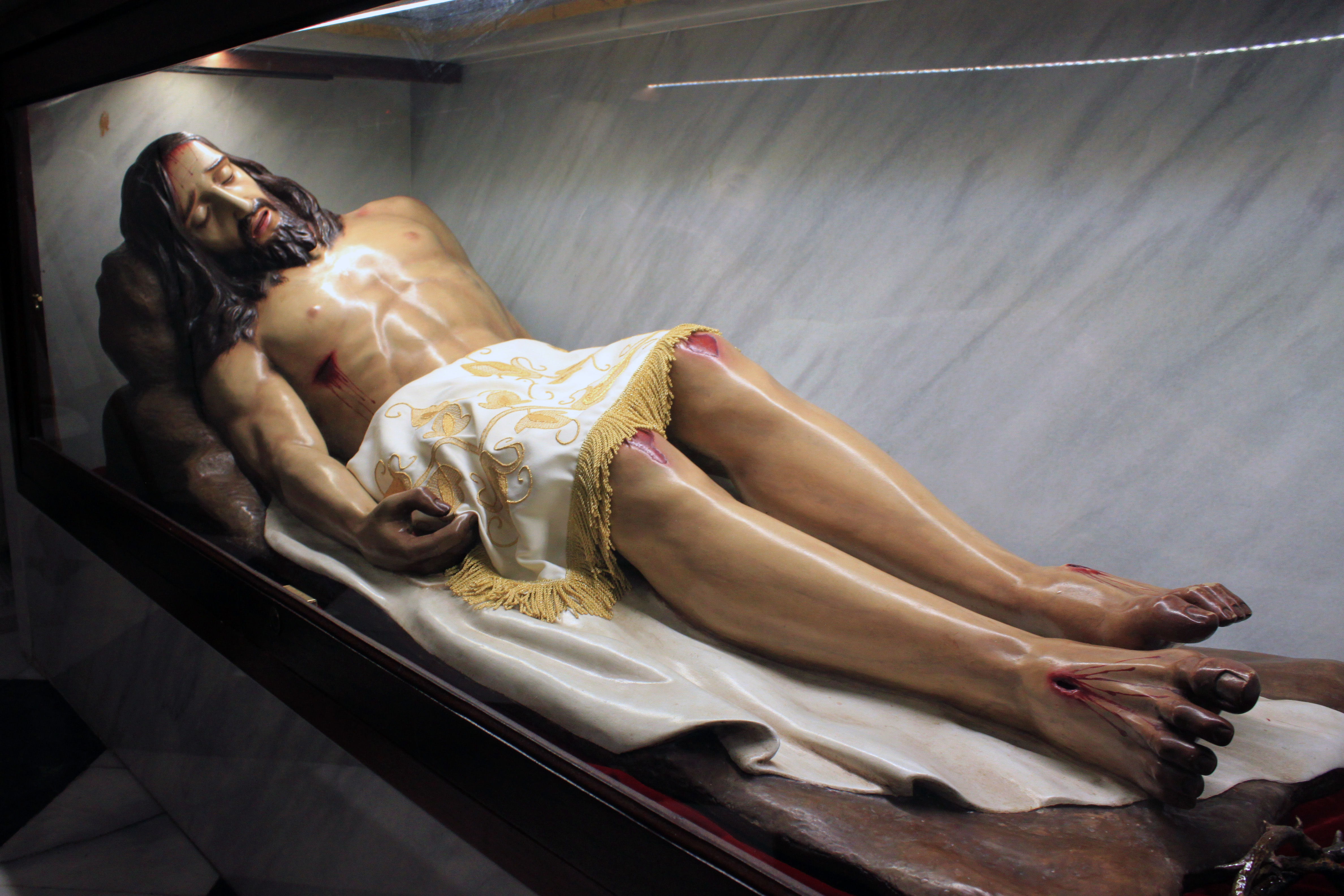
Cristo Yacente de José Román en su templo

Esta cofradía tiene su sede canónica en la Iglesia de Nuestra Señora de la Palma y realiza estación de penitencia con un paso de misterio representando un Cristo en el sepulcro y un paso de palio con la Virgen de la Soledad en Viernes Santo. Realizando estación de penitencia junto a los pasos procesionan unos penitentes o nazarenos vestidos con una túnica de color negro con capa del mismo color que porta sobre el hombro izquierdo el escudo de la hermandad, capirote negro con es escudo de la hermandad en el pecho, guantes del mismo color y cíngulo blanco.
Esta hermandad, la más antigua de la localidad, fue fundada en 1752 aunque fue profundamente reformada con nuevos estatutos en 1842. Desde sus inicios tiene sede canónica en la Iglesia de Nuestra Señora de la Palma procesionando con una imagen de un crucificado llamado de la expiración. Desde principios del siglo XX la hermandad deja de procesionar las imágenes por problemas económicos, quedando esta función en manos de los párrocos hasta que en 1928 la cofradía es recuperada por un grupo denominado Asociación de los Jóvenes del Santo Sepulcro. Durante los sucesos de 1931 las imágenes, al igual que el resto del mobiliario de la iglesia, fueron destruidás. En 1941 la hermandad compra un Cristo yacente a la casa Luide de Granada y una urna a la empresa Pérez Gomara de Barcelona que comienzan a procesionar ese mismo año. La imagen del cristo fue sustituida pocos años después por otro yacente obra del artista local José Román que también esculpió la Virgen de la Soledad que procesionó en 1945 y que fue a su vez sustituida por otra del escultor sevillano Juan Pérez Calvo en 1953.

### Cofradía de Penitencia de Nuestro Padre Jesús Nazareno, Santo Cristo de La Fe y María Santísima de La Amargura

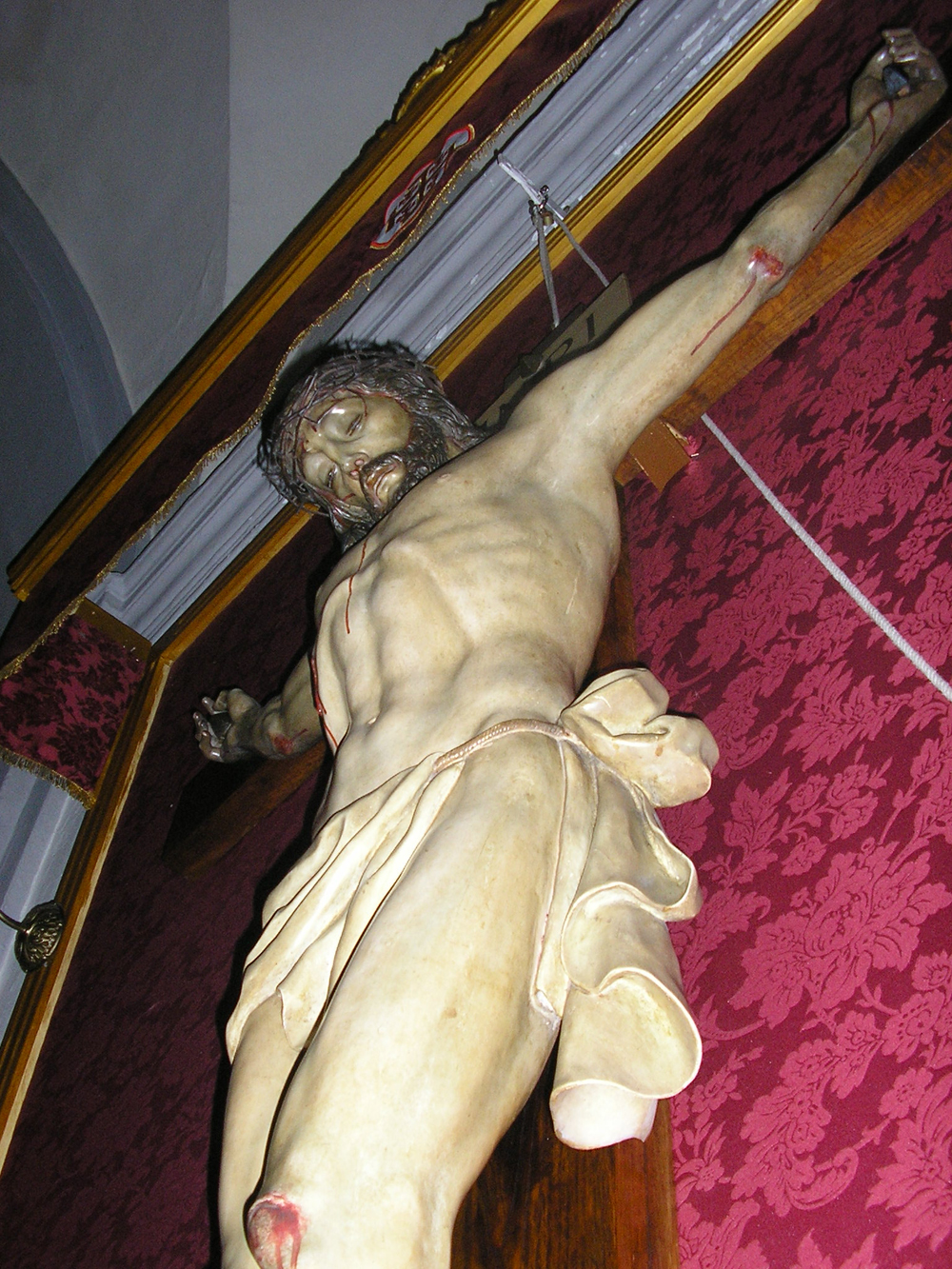
Cristo de la Fe antes de su procesión, en la iglesia de la Palma

Esta cofradía tiene su sede canónica en la Iglesia de Nuestra Señora de la Palma y realiza estación de penitencia con tres pasos, un paso de misterio representando a Jesús Nazareno portando la cruz junto a Simón de Cirene y un paso de palio de la Virgen de Amargura en Jueves Santo y un paso de silencio representando a Jesús crucificado en Viernes Santo. Acompañando al paso de misterio realizan estación de penitencia los penitentes o nazarenos vestidos con una túnica y capirote de color morado con una capa blanca portando el escudo de la hermandad guantes blancos y cíngulo amarillo. Acompañando al paso de silencio los nazarenos utilizan el mismo hábito sin capa y sin con los capirotes sin relleno.
Se conoce la existencia en la ciudad de una hermandad y cofradía llamada de Nuestro Padre Jesús Nazareno y María Santísima de la Soledad del año 1759, que por no tener cédula real de aprobación se le impedía realizar salida procesional. En 1833 y con motivo de evitar la extinción de la cofradía se aprueban las nuevas reglas de la cofradía, reorganizándose entonces y tomándose por tanto como fecha oficial de fundación. 
A partir de ahí se pierden datos históricos. Se sabe que era una de las cuatro cofradías que hicieron salida procesional entre 1915 y 1921 en la ciudad y se saben también qué imagen lo hizo. El entonces Nazareno se encuentra hoy día en el Asilo de San José, procesionando cada Viernes de Dolores con el título de Jesús del Perdón. Esta imagen quedó gravemente dañada en los sucesos de 1931, siendo restaurada en 1934 y volviendo a hacer estación de penitencia el miércoles santo de 1937. Fue en 1938 cuando se vuelve a reorganizar la cofradía, como la conocemos hoy día, realizando ese mismo año su primera estación de penitencia. Al año siguiente llegaría la imagen del Santo Cristo de la Fe desde Bilbao, representación de Jesús muerto en la cruz, y la primitiva imagen de la Amargura procesionaría en el mismo paso junto al crucificado. En 1941 llega la nueva imagen del Nazareno, obra del escultor sevillano Carlos Bravo Nogales y de un cireneo. Después de algunos años procesionando junto a la hermandad del Santo Entierro, el Nazareno deja de salir en 1966 por falta de recursos económicos hasta que en 1981 se vuelve a reorganizar la cofradía para en 1982 volver a hacer estación de penitencia.
La imagen de la actual Virgen de la Amargura es obra de Luis Álvarez Duarte, siendo bendecida en 1987 y realizando su salida procesional ese mismo año. La imagen del Cireneo que acompaña al Cristo es obra de Manuel Ramos Corona y fue adquirida en 1999. La Procesión del Silencio con el Cristo de la Fe se reanuda en 1993. Desde entonces, el Nazareno y la Virgen de la Amargura realizan su estación de penitencia cada Jueves Santo desde su sede de la Iglesia de la Palma, dando paso tras su recogida, ya en la madrugada del Viernes Santo a la procesión del Silencio del Cristo de la Fe, donde hermanos cargadores portan a hombros la imagen del crucificado en silencio.

### Venerable Archicofradía de Nuestra Señora del Carmen y Hermandad de Penitencia del Santísimo Cristo de la Buena Muerte y Nuestra Señora del Mayor Dolor y San Juan Evangelista
La Hermandad de la Buena Muerte o de los estudiantes tiene su sede canónica en la parroquia del Carmen y realiza estación de penitencia con un paso de Cristo representando a Jesús en su última exhalación y un paso de palio con la Virgen del Mayor Dolor acompañada de San Juan Evangelista el Miércoles Santo. Junto a los pasos procesionales realizan estación de penitencia unos penitentes o nazarenos con una túnica y capirote de color negro, capa roja con el escudo de la hermandad en el hombro izquierdo y cinturón de esparto.
Además de tener entre sus titulares a la Patrona de los Marineros, la Virgen del Carmen, la Hermandad de Buena Muerte procesiona el Santísimo Cristo de la Buena Muerte, obra de 1982 del imaginero sevillano Luis Álvarez Duarte, que sustituía a la anterior talla procedente de los talleres de imaginería de Olot, en Gerona, y que representa a Jesús clavado en la cruz en el momento justo anterior a la expiración; y la Virgen del Mayor Dolor, obra del artista sevillano Antonio Castillo Lastrucci.
La hermandad es fundada en 1936 por las hermanas de la Parroquia del Carmen, entonces situada en la Capilla del Hospital Civil bajo la advocación del Cristo Crucificado. Dos años después, en 1938, tiene lugar la primera procesión del Santísimo Cristo de la Buena Muerte presente en la parroquia. En 1939 un hermano de la cofradía regaló a esta la imagen de la Virgen del Mayor Dolor y un manto obra del ilustre bordador sevillano Manuel Rodríguez Ojeda. La hermandad procesiona de manera ininterrumpida hasta que en 1966, al igual que muchas hermandades de la ciudad, por problemas económicos, deja de salir. Por iniciativa del Padre Cruceyra, párroco de la Iglesia del Carmen, del director de la escuela de Maestría Industrial y otros cofrades de la ciudad, volvió a procesionar en 1974 portados por los alumnos de la Escuela de Maestría. En 2023 la virgen recupera su imagen original recuperando sus lágrimas, portando 3 lágrimas, 2 en el lado izquierdo y 1 en el derecho.

### Venerable Cofradía de Penitencia de Nuestro Padre Jesús Cautivo (Medinaceli) y María Santísima de la Esperanza
La hermandad llamada del Medinaceli es la que más hermanos y nazarenos aglutina de toda la ciudad tiene su sede canónica en la Capilla de San Isidro y realiza estación de penitencia con un paso de Cristo representando el prendimiento de Jesús y un paso de palio de la Virgen de la Esperanza el Martes Santo. Acompañando al paso de misterio realizan estación de penitencia los penitentes o nazarenos vestidos con una túnica blanca con capirote del mismo color y capa burdeos. Acompañando al paso de palio los penitentes visten una túnica blanca con cíngulo y capirote del mismo color y capa verde.
Esta cofradía fue fundada en 1943, y desde su primera estación de penitencia en 1944 lo hace desde la Capilla de San Isidro, en el barrio del mismo nombre del centro de la ciudad, con una imagen de Jesús Cautivo obra de Carlos Bravo Nogales. Desde 1948 acompaña a la imagen otra de la Virgen de la Esperanza, una dolorosa del mismo escultor.

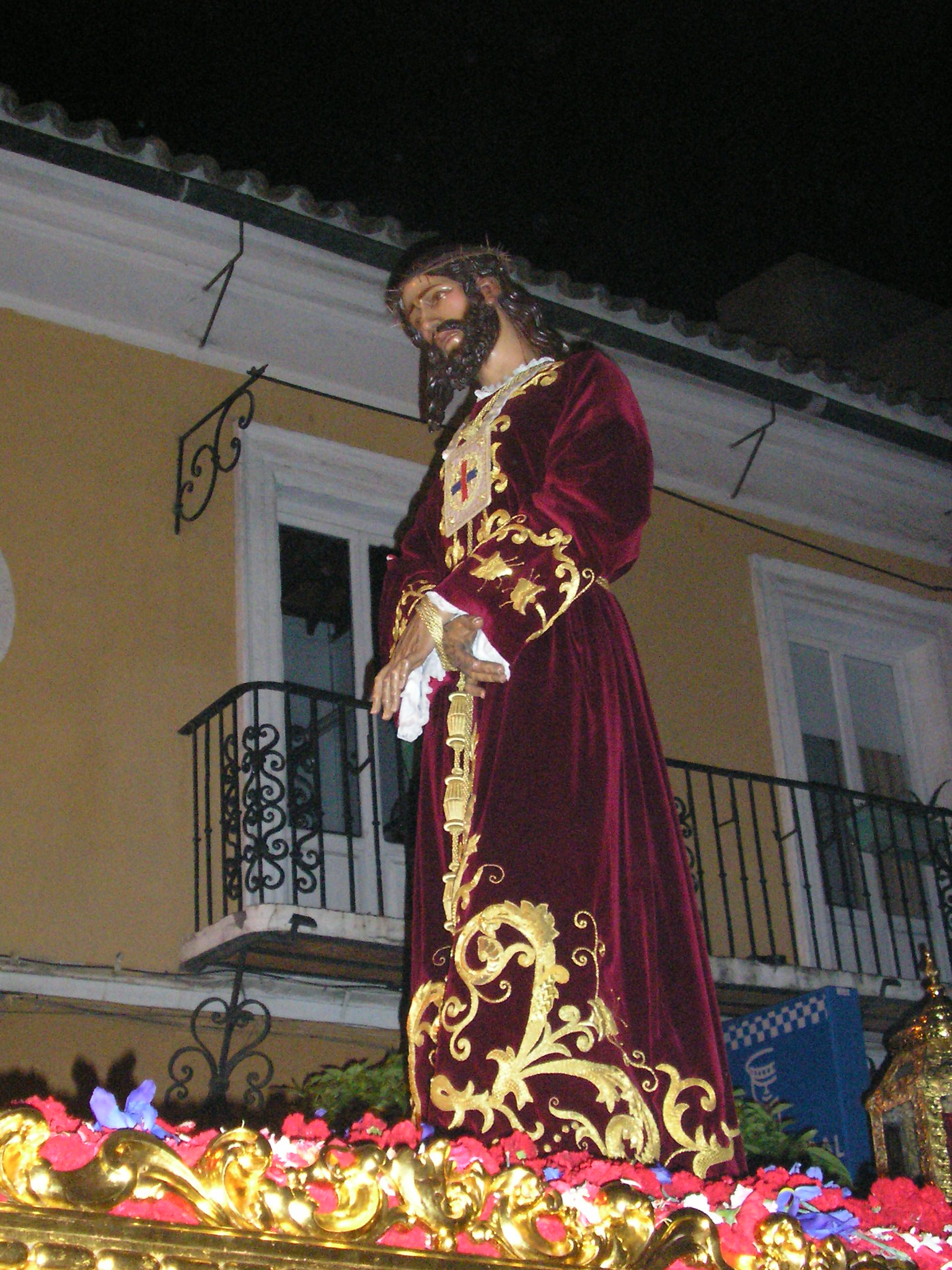
Cristo de Medinaceli

### Sacramental e Ilustre Hermandad de Nuestra Señora del Rosario de Europa y cofradía de penitencia de Nuestro Padre Jesús atado a la Columna y María Santísima de las Lágrimas

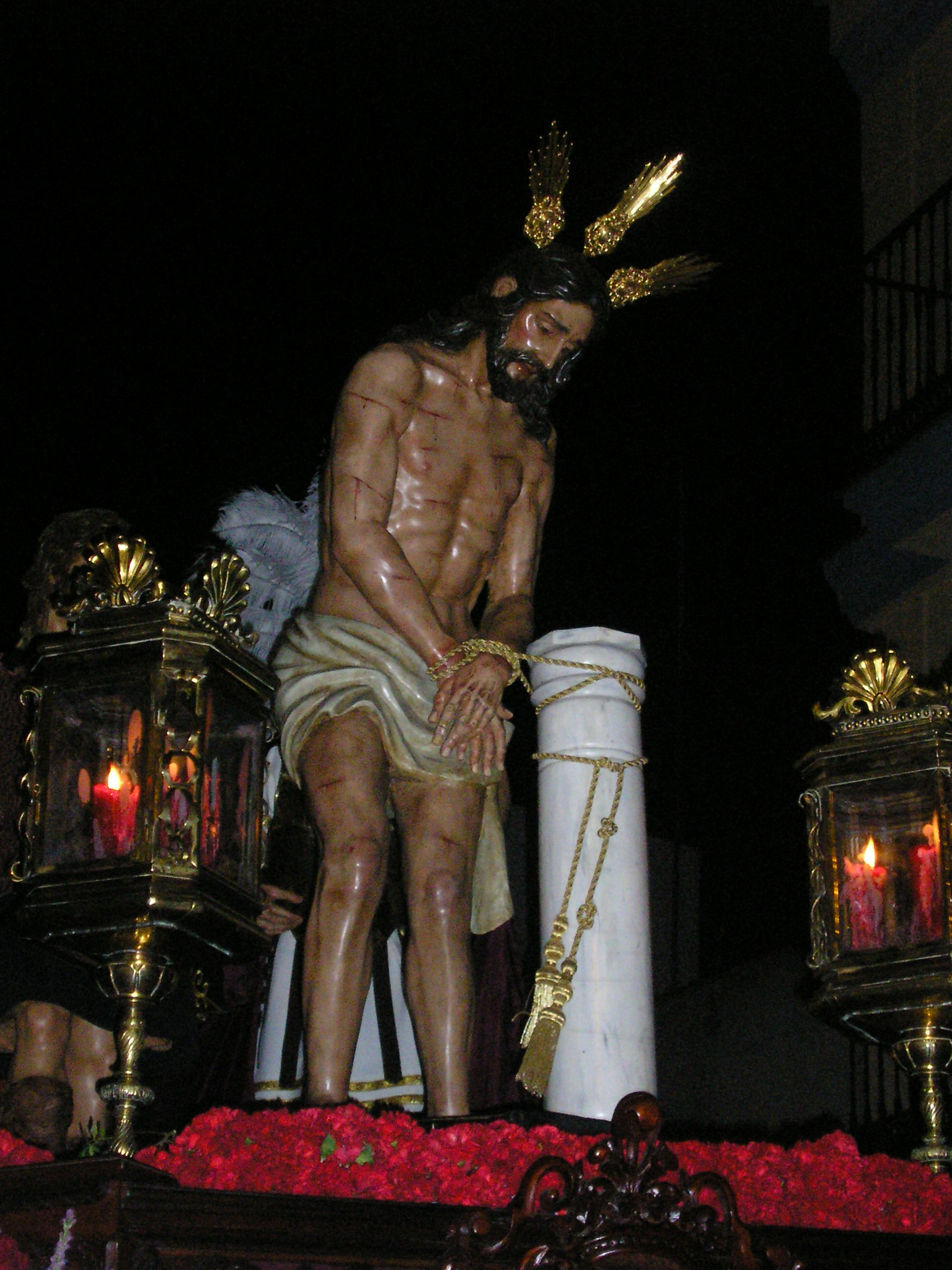
Jesús atado a la columna

Esta cofradía es conocida popularmente como La Columna tiene su sede canónica en la Capilla de Nuestra Señora de Europa y realiza estación de penitencia con un paso de misterio representando un cristo atado a la columna durante su prendimiento y un paso de palio de la Virgen de las Lágrimas el Lunes Santo. Junto a los pasos procesionales realizan estación de penitencia unos penitentes o nazarenos con una túnica de color rojo con capirote y cíngulo blancos, la capa del mismo color porta el escudo de la hermandad en el hombro izquierdo.
La hermandad realizó su primera estación de penitencia en el año 1946 con una imagen de un Cristo atado a una columna durante su flagelación obra del escultor local José Román. Desde su inicio la cofradía comienza su procesión desde la Capilla de Nuestra Señora de Europa, templo que fue recuperado para este fin tras haber sido sede de un taller y posteriormente abandonado y en ruina. En 1946 la hermandad adquiere una imagen dolorosa de la Virgen de las Lágrimas, realizada en los talleres salesianos de Sevilla. La cofradía continuó su actividad en los años 60 y 70, mientras otras hermandades locales dejaron de procesionar, para finalmente dejar de hacerlo en 1978. La cofradía volvió a procesionar en 1985 y lo ha hecho ininterrumpidamente hasta la actualidad. En 1986 tuvo que utilizar como sede la Iglesia de la Palma por encontrarse la capilla de Europa en obras de restauración debido a diversos problemas estructurales del templo y al peligro de derrumbe de su espadaña. Otras dos imágenes acompañan al Cristo, un sayón y un romano obras de Luis Ortega Bru de 1986 y 1987 respectivamente.

### Fervorosa Hermandad Salesiana y cofradía de Nuestro Padre Jesús del Amor en su entrada triunfal en Jerusalén, María Santísima de la Alegría auxilio de los cristianos, gloriosa Resurrección de Nuestro Señor Jesucristo, María Santísima de la Paz y San Juan Bosco

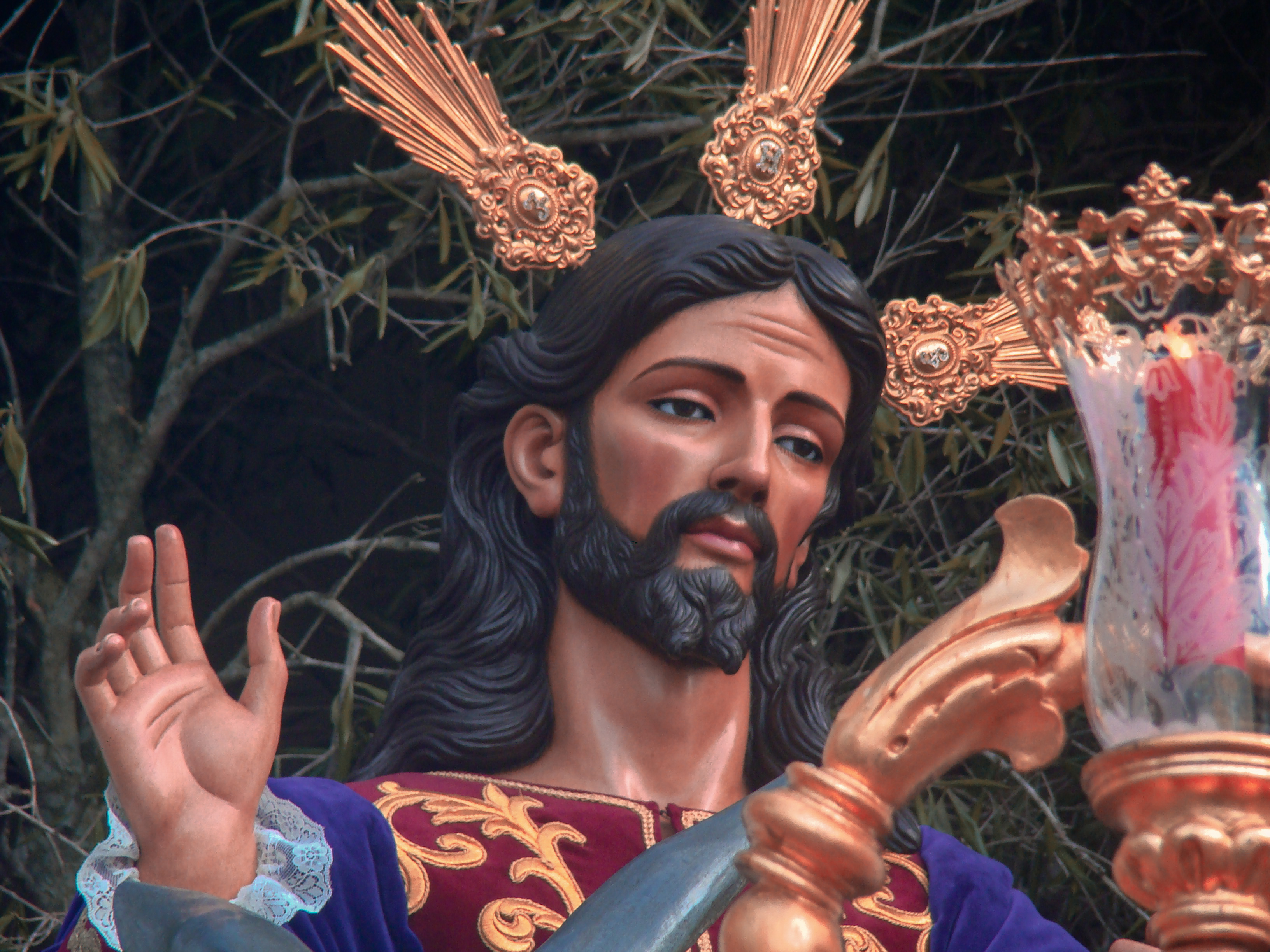
Borriquita

Esta cofradía, conocida popularmente como La Borriquita, tiene su sede en la Parroquia de María Auxiliadora. Realiza estación de penitencia con un paso de misterio representando la entrada de Jesús a la ciudad de Jerusalén a lomos de una borriquita y un paso de palio de la Virgen de la Alegría el Domingo de Ramos. Acompañando a los pasos de la borriquita realizan estación de penitencia los penitentes o nazarenos vestidos con una túnica blanca, guantes blancos, capa del mismo color con el escudo a su izquierda, cíngulo rojo, al igual que el capirote. También acompaña el desfile unos hebreos vestidos con túnica blanca con cíngulo amarillo y pañuelo rojo en la cabeza, para los niños, y para las niñas, un lazo rojo donde está escrito `Amor´ y `Alegría´. 
Esta hermandad fue fundada en 1947, realizando su primera estación de penitencia ese mismo año desde la Iglesia de La Palma. Posteriormente la hermandad saldría desde el colegio San Ramón, lo que hoy día es la Iglesia del Carmen para más adelante, ya en los años 70, trasladarse definitivamente al colegio Salesianos en su templo dedicado a María Auxiliadora, donde permanece actualmente. Al igual que el resto de hermandades de la ciudad, la cofradía entró en crisis y dejó de procesionar desde el año 1967, reorganizándose en 1980 y volviendo a hacer estación de penitencia un año después, ya con una nueva imagen proveniente de los talleres gerundenses de Olot. En 1989 procesionó sin palio la imagen de la Virgen de la Alegría por primera vez, obra del sevillano Jesús Santos. La cofradía asumió en 1985 la responsabilidad de hacer procesionar en la ciudad la imagen de Jesús Resucitado, dejándolo de hacer en el año 1992 para volver a hacerlo ya de manera ininterrumpida desde 1999 todos los Domingos de Resurrección hasta de nuevo dejarlo de hacer en 2019.
En 1997 celebró su cincuenta aniversario, recibiendo una nueva imagen de obra de Miguel Bejarano. En 2017, se restaura el Cristo, terminando así la talla por completo.

### Venerable y Sacramental cofradía de Nuestro Padre Jesús en la Oración en el Huerto, Santísimo Cristo de la Misericordia y Nuestra Señora del Buen Fin

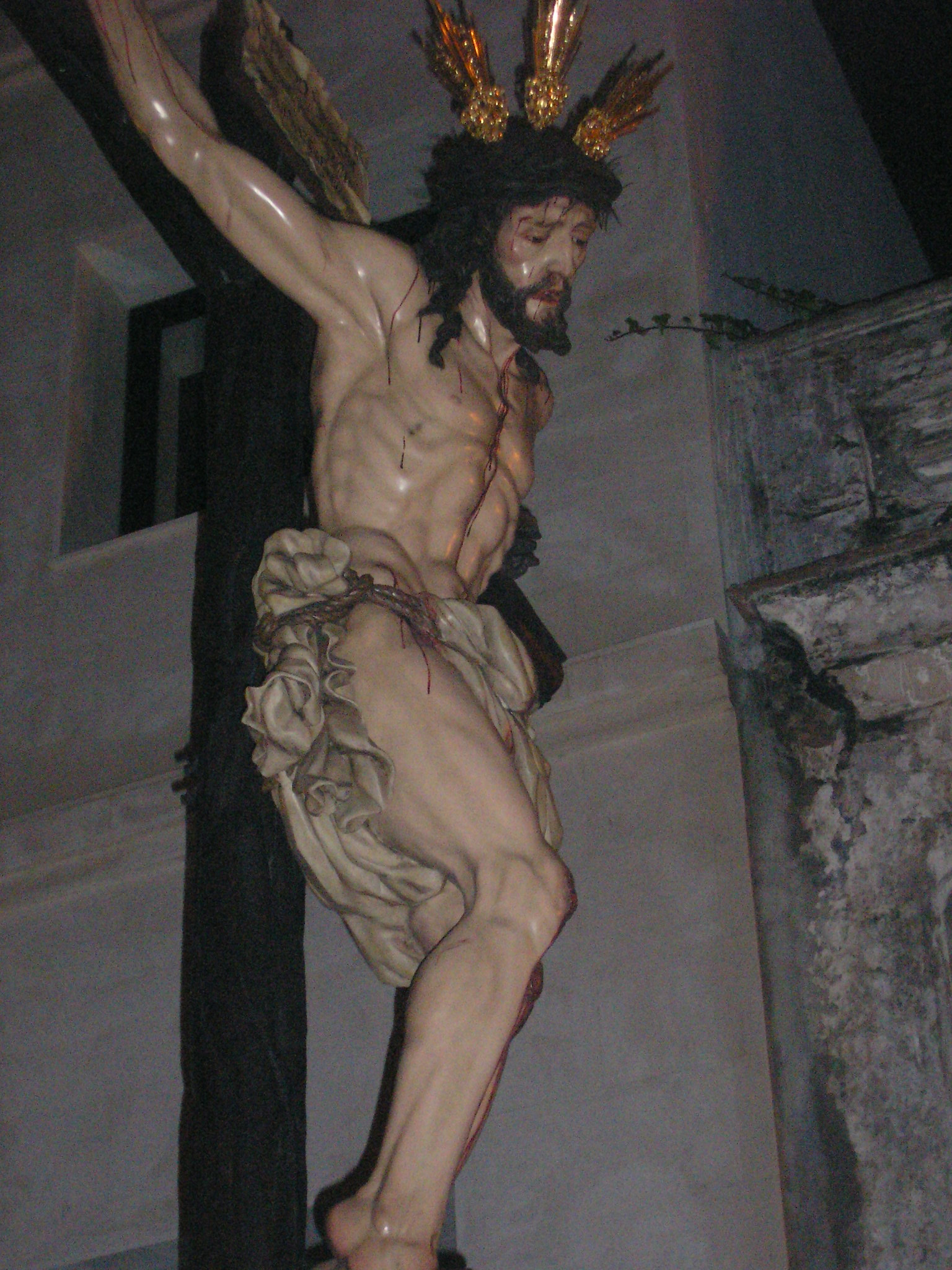
Cristo de la Misericordia

Esta cofradía es conocida en la ciudad por El Huerto y tiene su sede canónica en la parroquia del Santísimo Corpus Christi. Realiza estación de penitencia con  tres pasos, un paso de misterio representando la oración de Jesús en el huerto de Getsemaní y un paso de palio de la Virgen del Buen Fin el Domingo de Ramos y un paso de Cristo representando a Jesús crucificado en actitud orante el Viernes Santo. Realizando estación de penitencia junto a los pasos del Domingo de Ramos procesionan unos penitentes o nazarenos vestidos con una túnica de color blanco con capa azul con el escudo de la hermandad en el hombro derecho, y antifaz de color azul. Junto al Cristo de la Misericordia procesionan unos penitentes vestidos con una túnica de color blanco con capa, antifaz y cíngulo de color azul.
Fundada canónicamente en 1984 el primero de los pasos en procesionar es el de misterio en el que Jesús se encuentra en situación orante en el huerto de Getsemaní, acompañado de Santiago el Mayor, San Juan Evangelista y San Pedro, dormidos a pies de un olivo. Junto a Jesús se encuentra la figura de un ángel que le ofrece un cáliz.  Al paso de misterio le sigue María Santísima del Buen Fin. La cofradía fue erigida canónicamente en 1984, tomando como sede la Parroquia del Corpus Christi en el barrio de la Cuesta del Rayo, donde le hermandad obtuvo desde el primer momento un gran apoyo popular. 
Tanto la imagen del Jesús como la de la Virgen son de Francisco Berlanga de Ávila, discípulo de Buissa, así como el ángel del paso de misterio. Los apóstoles son obra de la imaginera Lourdes Hernández. Desde el año 2004 procesiona el Viernes Santo la imagen del Cristo de la Misericordia, un crucificado obra también de la imaginera Lourdes Hernández.

### Venerable Hermandad de Penitencia del Santísimo Cristo de las Tres Caídas y María Santísima de la Trinidad
Esta cofradía tiene su sede canónica en la parroquia de la Santísima Trinidad y realiza estación de penitencia con un paso de misterio representando una imagen de Cristo caído portando la cruz con  Simón de Cirene a su lado y un paso de palio de Virgen de la Trinidad que procesionan en Jueves Santo. Junto a los pasos procesionales realizan estación de penitencia unos penitentes o nazarenos con una túnica de color azul, botones burdeos y con el cordón trinitario, capirote de color blanco con una cruz trinitaria a la altura del pecho y guantes del mismo color.
La cofradía se funda como Junta procultos en 1998, aunque desde principio de los 90 se funda la asociación parroquial en torno a la imagen de María Santísima de la Trinidad, obra de la imaginera sevillana Lourdes Hernández de 1994, saliendo en procesión por las calles del barrio como hermandad de Gloria en 1995 gracias a la ayuda y préstamos de numerosas cofradías de la ciudad. La imagen de la Virgen de la Trinidad continúa procesionando durante 3 años más. La talla del Cristo, adquirida en 1999, es obra también de la imaginera Lourdes Hernández y representa la tercera caída de Jesús en el camino hacia el monte del Calvario. En 1999 y 2000 nazarenos representantes de la cofradía salen junto a la hermandad del Medinaceli y del Santo Entierro y ya en 2001 realiza su primera salida procesional y estación de penitencia a la Iglesia de la Palma. En 2002 participa en el Santo Entierro Magno de la ciudad, siendo erigida como hermandad en 2003 procesionando por primera vez al año siguiente.

### Venerable, Humilde y Fervorosa Hermandad de Nazarenos Del Santísimo Cristo de La Caridad en el Misterio de Su Sagrada Mortaja, María Santísima de La Piedad, San Bernardo y Santa Ángela de la Cruz
Esta cofradía tiene su sede canónica en la parroquia de San Antonio Abad y realiza estación de penitencia con un paso de misterio con una representación de una imagen de la Piedad durante el descendimiento de Cristo en Viernes Santo. Acompañando al paso de misterio realizan estación de penitencia los penitentes o nazarenos vestidos con una túnica de color negro con el escudo de la hermandad en el pecho, capirote del mismo color y cíngulo de esparto.
Esta cofradía fue constituida como Asociación parroquial en 2001 en la parroquia de San Miguel organizándose como hermandad en 2003. Las imágenes titulares, una piedad con cristo fuero bendecidas en 2004 y realizaron su primera salida procesional en un Via Crucis al año siguiente. Realizó su primera estación de penitencia en la Semana Santa de 2007. Sus imágenes titulares han sido expuestas al culto en la parroquia se San Miguel del barrio de La Granja, en la capilla del antiguo asilo de San José y, desde 2010, en la parroquia de San Antonio Abad del barrio de La Reconquista. El paso de misterio está formado por una imagen de Cristo descendido de la cruz, la Virgen, José de Arimatea, María Magdalena, San Juan, María Salomé, Nicodemo y María de Cleofás, todas ellas obra del imaginero carmonense Miguel Angél Valverde Jiménez.

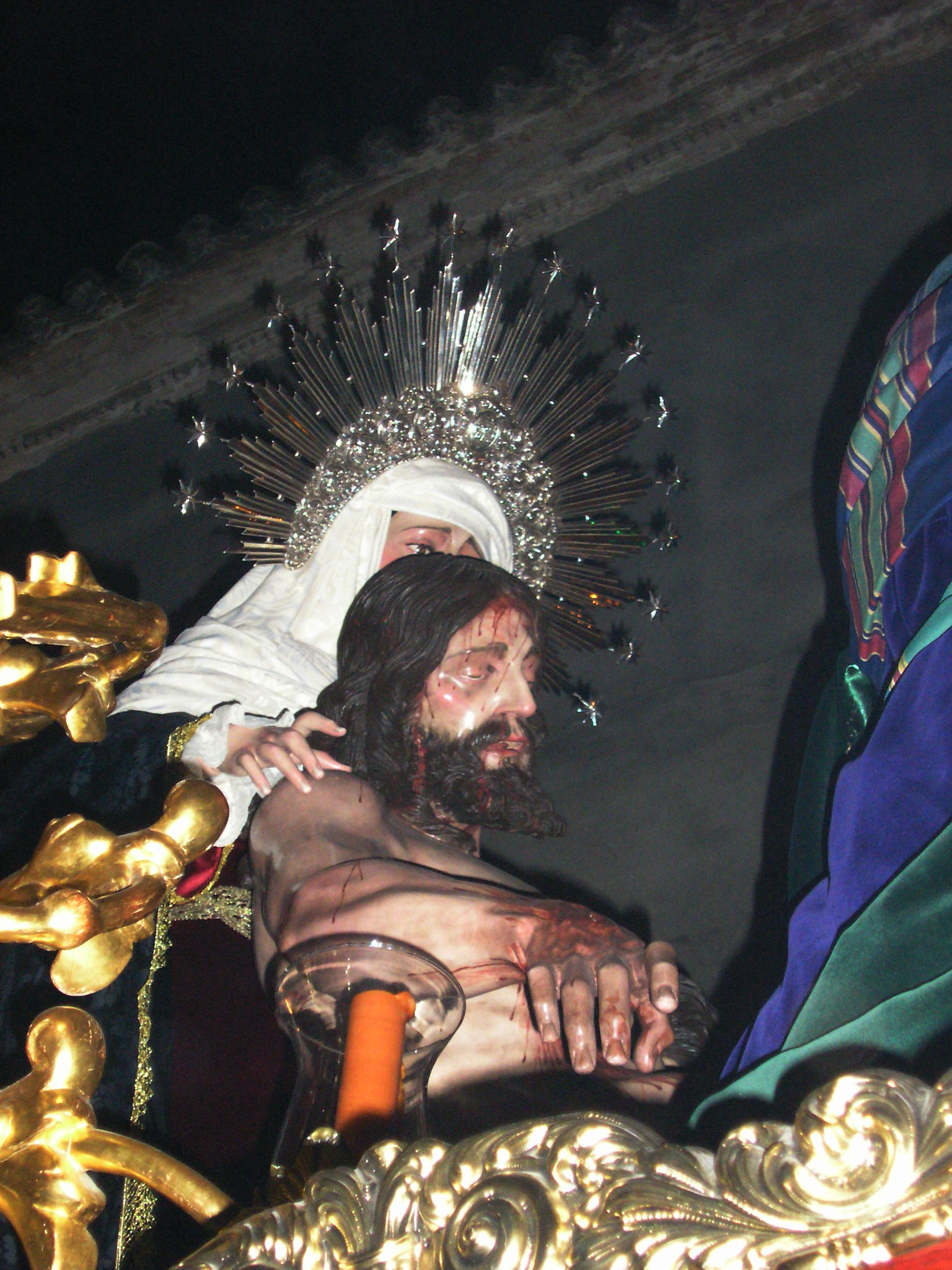
Sagrada mortaja

### Hermandad de Penitencia de Jesús en su Presentación al Pueblo (Ecce Homo), María Santísima de la Estrella, Reina de la Paz (Ecce Mater Tua) y San José Patrón de la Familia
Esta cofradía tiene su sede canónica en la parroquia de San José de Las Colinas y realiza estación de penitencia con una imagen de misterio representando a Cristo en su presentación al pueblo junto a Poncio Pilatos y un paso de palio de la Virgen de la Estrella el Miércoles Santo. Realizando estación de penitencia junto al paso procesionan unos penitentes o nazarenos vestidos con una túnica de color blanco con capa, cíngulo y guantes de color rojo y capirote del mismo color con el escudo de la hermandad en el pecho.
La cofradía fue constituida en 2007 como Asociación parroquial en la parroquia de San José de Las Colinas y fue oficialmente formada como hermandad en 2015 con la aprobación de sus estatutos y la erección canónica llevada a cabo por el Obispo de Cádiz y Ceuta. Realiza estación de penitencia desde 2018 dos imágenes, un Cristo en su presentación al pueblo obra de Lourdes Hernández y adquirida en 2008 y una Virgen obra de Juan Ventura de 2010.

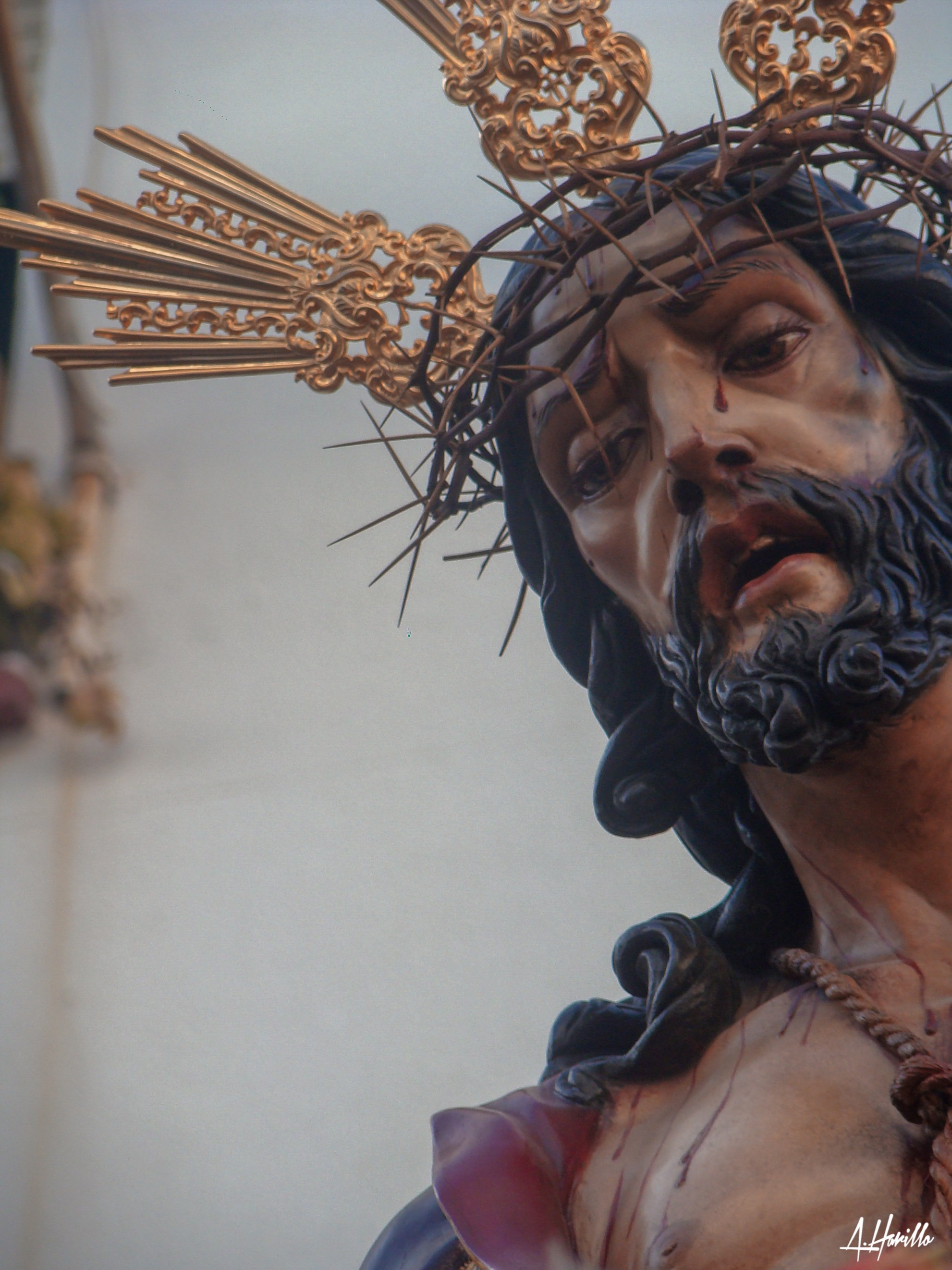
Ecce Homo

## Asociaciones parroquiales

### Asociación Parroquial Jesús Coronado de Espinas, Nuestra Señora de la Salud y Virgen de Gracia
Esta asociación parroquial fue constituida en la Parroquia San García Abad en el año 2013 como paso previo para constituirse como una hermandad propiamente dicha. Los titulares de esta asociación son la Virgen de Gracia, Nuestra Señora de la Salud y el Cristo coronado de espinas. El Cristo llegó a la Parroquia en 2019 y Nuestra Señora de la Salud en diciembre de 2020. En la actualidad realiza actividades para incentivar el movimiento cofrade en Algeciras, como un taller de bordados, grupo joven o celebraciones de la Cruz de Mayo.[cita requerida]